# Nenad Jovanović (Fußballspieler, 1979)
Nenad Jovanović (* 9. November 1979 in Belgrad, SFR Jugoslawien) ist ein ehemaliger serbisch-österreichischer Fußballspieler, der gegen Ende seiner Spielerlaufbahn als Fußballtrainer tätig wurde.

## Sportliche Laufbahn
Der gebürtige Serbe begann seine Vereinskarriere bei lokalen Klubs aus seiner Heimatstadt Belgrad und trat ab seinem 15. Lebensjahr beim FK Partizan Belgrad in Erscheinung. Er durchlief sämtliche Nachwuchsspielklassen, war Mannschaftskapitän und gewann insgesamt vier Nachwuchsmeisterschaften (U-15, U-16 und zweimal U-18), ehe er im Jahr 1998 seinen ersten Profivertrag unterschrieb.
Später wechselte er zum FK Heroj Belgrad, von dem er 2000 nach Österreich zum DSV Leoben wechselte. Dort gab er sein Debüt in der zweithöchsten österreichischen Spielklasse am 11. Juli 2000 unter Trainer Milan Đuričić gegen den SV Braunau. Das Spiel im Grenzlandstadion von Braunau am Inn endete 1:1. Jovanović spielte durch und bekam in der Schlussphase der Partie eine gelbe Karte. Nach acht Jahren bei den Donawitzern und dem Abstieg 2007/08 wechselte er zu den Red Bull Salzburg Juniors. Dort absolvierte er 54 Spiele und erzielte vier Tore. Nach dem Zwangsabstieg der Juniors aus der Ersten Liga wechselte er zum Aufsteiger Wolfsberger AC, der seit 2007 in einer Spielgemeinschaft mit dem SK St. Andrä in Erscheinung trat. Mit den Kärntnern schaffte er den 2011/12 den Aufstieg und spielte ab der Saison 2012/13 – mittlerweile nur noch als Wolfsberger AC – in der österreichischen Bundesliga.
Ab der Saison 2014/15 spielte Jovanović beim ASKÖ Oedt mit Spielbetrieb in der sechstklassigen Bezirksliga Süd. Mit dem Klub schaffte er es binnen zwei Spielzeiten von der Bezirksliga Süd über die Landesliga Ost bis in die OÖ Liga. Am Ende der Saison 2018/19 beendete mit 39 Jahren seine Karriere als Aktiver und war in weiterer Folge kurzzeitig als Fußballtrainer aktiv. Nachdem er zu Beginn der Saison 2019/20 als Co-Trainer der Oedter fungierte, übernahm er nach dem Abgang von Herbert Panholz Anfang August 2019 kurzzeitig interimistisch das Traineramt des mittlerweile in der viertklassigen OÖ Liga spielenden Klubs. Das Traineramt übte er bis zur Verpflichtung von Stefan Rapp für rund zwei Wochen und war danach bis zu Saisonende wieder Co-Trainer unter Rapp.
Nach seiner Profikarriere studierte er an der Univerzitet UNION – Nikola Tesla in Belgrad und machte den Abschluss als Sport-/Fußballtrainer. Zudem absolvierte er die Ausbildungen zum UEFA-A-Trainer sowie zum UEFA-Elite-Junioren-A-Trainer. In seiner nunmehrigen oberösterreichischen Heimat bietet er Gruppentraining aber auch individuelles Einzeltraining im Nachwuchsbereich an.

## Erfolge
mit dem WAC/St. Andrä
- Meister der Ersten Liga und Aufstieg in die Bundesliga: 2011/12

mit dem ASKÖ Oedt
- Meister der Bezirksliga Süd und Aufstieg in die Landesliga Ost: 2014/15
- Meister der Landesliga Ost und Aufstieg in die OÖ Liga: 2015/16

## Familie
Nenad Jovanovic ist mit Dragana verheiratet und ist Vater dreier Kinder.